# 2015년 그리스 구제금융 국민투표
2015년 그리스 구제금융 국민투표(그리스어: Ελληνικό δημοψήφισμα του 2015)는 2015년 6월 25일에 제안된 유럽 위원회(EC), 국제 통화 기금(IMF), 유럽 중앙은행(ECB)가 공동 구제금융안에 대해 2015년 7월 5일 그리스가 이를 받아들일 지에 대한 국민투표이다. 2015년 6월 27일 아침 그리스의 총리 알렉시스 치프라스가 제안하고 그 다음 날 그리스 의회와 그리스의 대통령이 통과시켰다. 이 국민투표는 1974년 열린 국민투표 이후 처음으로 열린 국민투표이다.
국민투표 결과 그리스 전 지역에서 구제금융에 대한 반대가 우세했으며, 최종적으로는 61% 반대, 39% 찬성인으로 나타났다. 또한 국민 투표 결과 발표 직후 신민주주의당의 안토니스 사마라스 대표는 보수정당 및 사마라스가 '찬성' 지지에 최선을 다했으나 반대 결과가 우세하여 대표직을 사임했다.

## 배경
급진좌파연합이 이끄는 그리스 연립정부는 이전부터 구제금융 협상에서 수용할 수 있는 결정을 얻지 못한다면 국민투표나 별도의 총선을 요청하는 쪽을 택할 수도 있다고 대중적으로 내비치고 있었다.
2015년 6월 27일 이른 아침 치프라스 총리가 국민투표를 열 것이라고 발표했다. 이전에는 이 결정을 유로그룹에 통보한 적이 없었다. 2015년 6월 28일 초새벽에 그리스 의회는 정부가 제안한 구제금융 국민투표를 열어야 하는지에 대한 여부를 표결했고, 전체 의원 중 178인 (급진좌파연합, 독립 그리스인, 황금새벽당)은 찬성, 120인 (나머지 정당들)은 반대했으며 의원 2인은 기권했다. 그날 저녁에는 대통령이 국민투표안을 승인했다.

## 국민투표의 질문

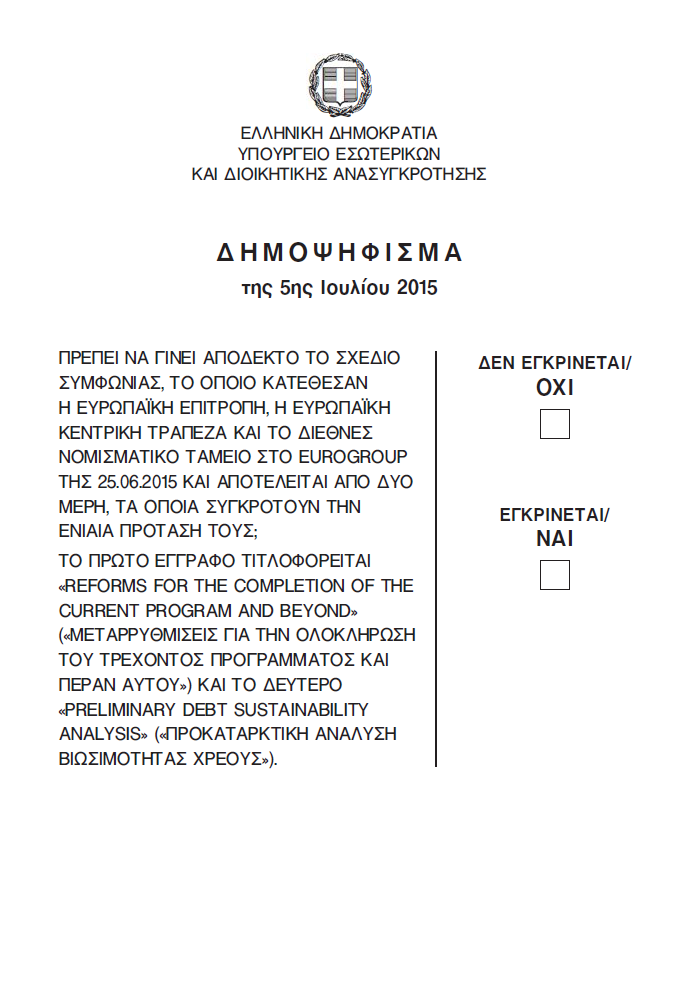
국민투표에 사용된 투표용지 (ΟΧΙ (오히) = 아니오, ΝΑΙ (네) = 예)

투표자들에게 던져진 질문은 6월 25일 유로그룹 회의에서 유럽연합, 국제통화기금, 유럽중앙은행이 그리스에게 제안한 계획안에 찬성하는지에 대한 여부였다. 계획안은 두 문건으로 나뉘는데 "Reforms For The Completion Of The Current Program And Beyond" (현 프로그램의 완료와 그 이후를 위한 개혁안)과 "Preliminary Debt Sustainability Analysis." (부채 지속가능성 예비 분석)이란 표제를 달았다. 이 질문에는 두 가지 선택란이 있었는데 각각 '동의하지 않습니다/아니오', '동의합니다/예'라고 명시됐다.

## 적법 우려
토 포타미, 신민주주의당과 더불어 범그리스 사회주의 운동당의 에반겔로스 베니젤로스는 헌법상 재정문제에 관한 국민투표는 허용되지 않으므로, 제안된 국민투표는 위헌이라고 말했다. 헌법에는 국민투표 절차 대상에 두가지 사안을 제시하고 있는데, 하나는 '중대한 국가적 문제' (제1항), 다른 하나는 '재정적 문제 제외, 주요 사회 문제를 통제하는 의회에서 통과된 법안' (제2항)이다. 시리자 정부는 국민투표가 제1조에 준거한 것이므로 위헌이 아니라고 주장했다.
그리스에서 가장 큰 법조협회인 아테네 변호사 협회 (DPS)는 그리스 의회와 그리스 대통령이 승인한 국민투표법이 적법했는지에 대한 우려의 범위를 확대했다. 협회는 국민투표 요청과 국민투표 질문 자체는 "투표의 타당성과 그 국민투표에서 찬반을 표하는 것의 의미라는 중요한 문제"로 대표되며, 그러한 국민투표의 결과는 그리스의 미래에 큰 중요성을 가질 수 있는 상황이라고 말했다. 그리고 본 국민투표 요청 절차의 적법상 보장은 국민투표로 부칠 수 있는 문제에 관한 헌법상 요건 (제44장 2조과 3조)과 더불어 제 4023/2011번 법령으로 인해 충족되지 않았다고 평가했다.
7월 1일 블룸버그는 이번 국민투표에 부쳐지는 세 기관들의 '통합안' 중 하나인 《부채 지속가능성 예비 분석》 파트의 그리스어판에서 번역상의 실수를 발견했다고 보도했다. 파트에는 부채 유지 가능성 시나리오 세 가지가 들어갔는데, 처음 두 영어판 원문에서는 그리스의 재정 지원을 고려하여 "이런 총 재정 지원의 측정 기준은 지속가능성 문제가 있지 않는 것을 가리킨다 (this gross financing need metric points to no sustainability issues)" (블룸버그는 이 결론을 '지속가능성 문제가 있지 않다'으로 생략) 라고 결론지은 반면, 그리스 국민들에게 발행되고 6월 29일 기자들에게 발송된 공식 그리스어 번역판에는 단어 'no'가 빠졌고, 따라서 그리스어로 된 문장은 '지속가능성 문제가 있다'이라는 뜻이 되었다. 이 발견을 통해 아테네변호사협회가 두번째로 제기했던, 법에 명시된 '문서의 첫 발행인이 승인한 공인 번역 문서 두 본'이 아닌 '공인 문서 두 본'에 투표할 것을 국민투표로 부친 것 아니냐는 우려가 중요했었다는 점이 강조됐다.

### 법원의 판결
투표 이틀 전 그리스의 최고 행정법원인 국무원은 국민투표가 '공공 재정'에 관하여 질문함으로써 국가 헌법을 위반할 수 있다고 주장하며 개인들이 제기한 요청을 상대로 재판을 열어 국민투표의 적법성을 판결했다. 국무원의 결정은 국민투표가 정부의 관할에 있고, 국무원은 본 안건에 대한 권한이 없으며, 따라서 요청을 기각한다는 것이었다.

## 같이 보기
- 그리스 국가 부채 위기
- 2015년 그리스 구제금융 국민투표의 지지자 모음